# Daniel Dalton (homme politique britannique)
Pour les articles homonymes, voir Daniel Dalton et Dalton.
Daniel Dalton, né le 31 janvier 1974 à Oxford, est un homme politique et ancien joueur de cricket britannique. Il est membre du Parti conservateur et député européen de 2015 à 2019.

## Biographie
Il devient député européen le 8 janvier 2015 en remplacement de Philip Bradbourn, décédé.